# Hieroteu d'Atenes
|  | Per a altres significats, vegeu «Hieroteu de Segòvia». |

Hieroteu d'Atenes, o el Tesmoteta (en grec: θεσμοθέτης Ἱερόθεος), fou, segons la tradició, el primer bisbe d'Atenes i deixeble de Pau de Tars. És venerat com a sant per diverses confessions cristianes.
A partir de la seva figura es creà la del llegendari bisbe Hieroteu de Segòvia.

## Biografia i llegenda
No se'n sap gairebé res, malgrat que posteriorment es desenvolupà una llegenda que n'explica la vida. Es diu que formà part de l'Areòpag d'Atenes i que hi hauria nascut els últims anys del segle I abans de Crist. És esmentat en els escrits de Dionís Areopagita, que amb ell fou convertit per Sant Pau quan aquest visità Atenes, cap al 53.
La tradició el fa primer bisbe d'Atenes, i així consta als calendaris grecs, però d'altres tradicions diuen que el primer en fou Dionís l'Areopagita. Aquestes tradicions, sense fonament històric, diuen que tots dos, Hieroteu i Dionís, foren presents a la mort de la Mare de Déu a Jerusalem, amb els apòstols. La mateixa llegenda diu que patí martiri.
La festivitat litúrgica és el 4 d'octubre.

## Estada a Hispània
- Article principal: Hieroteu de Segòvia

Jerónimo Román de la Higuera falsificà la història i difongué, sense cap base històrica, que després de ser bisbe d'Atenes, acompanyà Pau de Tars a Hispània i que es convertí en bisbe de Segòvia. La història, tot i que inversemblant i ja desautoritzada al mateix segle xvii, arrelà popularment, i Hieroteu fou considerat com a primer bisbe i patró d'aquesta ciutat.